# Valadalshnjúkur
Valadalshnjúkur är en bergstopp i republiken Island. Den ligger i regionen Norðurland vestra, 190 km nordost om huvudstaden Reykjavík. Toppen på Valadalshnjúkur är 849 meter över havet.
Trakten runt Valadalshnjúkur är nära nog obefolkad, med mindre än två invånare per kvadratkilometer. Närmaste större samhälle är Varmahlíð, nära Valadalshnjúkur. Trakten runt Valadalshnjúkur består i huvudsak av gräsmarker.